# Tai-Pan (film)
Tai-Pan – amerykański film przygodowy z 1986 roku na podstawie powieści Jamesa Clavella o tym samym tytule.

## Główne role
- Bryan Brown – Dirk Struan
- Joan Chen – May-May
- John Stanton – Tyler Brock
- Tim Guinee – Culum Struan
- Bill Leadbitter – Gorth Brock
- Russell Wong – Gordon Chen
- Katy Behean – Mary Sinclair
- Kyra Sedgwick – Tess Brock
- Janine Turner – Shevaun Tillman
- Norman Rodway – Aristotle Quance
- John Bennett – Orlov
- Derrick Branche – Vargas

## Fabuła
W trakcie wojny opiumowej cesarz Chin, zakazuje wwozu tego narkotyku przez zagranicznych kupców i wypędza ich. Jednym z uchodźców jest Dirk Struan zwany Tai-Pan. Po przegranej wojnie Chiny zmuszone są odstąpić Wielkiej Brytanii wyspę Hongkong. Tai-Pan osiedla się na tej wyspie planując zbudować miasto i port. Po pewnym czasie przypływa statek z Europy. Wysiadają z niego syn Dirka, Culum a także jego największy wróg - Tyler Brock.

## Nagrody i nominacje
Złota Malina 1986
- Najgorsza aktorka - Joan Chen (nominacja)
- Najgorszy debiut - Joan Chen (nominacja)